# Ferhat Arıcan
Pour les articles homonymes, voir Ferhat.
Ferhat Arıcan (né le 28 juillet 1993 à Konak) est un gymnaste turc, spécialiste de gymnastique artistique.
Il mesure 1,77 m pour 66 kg. Il remporte la médaille d'argent au saut de cheval lors des Jeux olympiques de la jeunesse de 2010.
Il est médaillé de bronze aux barres parallèles aux Jeux méditerranéens de 2013. Aux Jeux de la solidarité islamique 2017, il est médaillé d'or par équipes et aux barres parallèles.
II remporte la médaille d'argent par équipes et la médaille de bronze au saut de cheval aux Jeux méditerranéens de 2018.
Il est médaillé de bronze aux barres parallèles aux Championnats d'Europe de gymnastique artistique 2019 et aux Jeux européens de 2019.
Aux Championnats d'Europe 2020, il obtient la médaille d'or aux barres parallèles, la médaille d'argent au concours par équipes et la médaille de bronze au cheval d'arçons.
Il conserve son titre aux barres parallèles aux Championnats d'Europe de 2021.
Il est médaillé d'or du concours par équipes et aux barres parallèles ainsi que médaillé de bronze au cheval d'arçons aux Jeux méditerranéens de 2022 à Oran. 
Aux Championnats d'Europe de gymnastique artistique masculine 2022 à Munich, il remporte la médaille de bronze par équipe.
Aux Championnats d'Europe de gymnastique artistique 2023 à Antalya, il remporte la médaille d'argent par équipe ainsi qu'aux barres parallèles.